# Бигфорк (город)
Бигфорк (англ. Bigfork) — город в округе Айтаска, штат Миннесота, США. По данным переписи за 2010 год число жителей города составляло 446 человек, по оценке Бюро переписи США в 2015 году в городе проживало 445 человек. Название города произошло от реки Биг-Форк, притока Рейни-Ривер.

## Географическое положение
По данным Бюро переписи населения США город имеет общую площадь в 4,7 км² (4,6 км² — суша, 0,1 км² — вода). Бигфорк находится на берегу реки Биг-Форк.
Через город проходит  дорога 38 штата Миннесота.

## История
Первым поселенцем территории Бигфорка был Дамас Нево, который построил хижину на берегу Биг-Форк. Он приехал около 1887 года, заселение началось в 1892 году. Официальное разрешение на заселение было получено в 1900 году. В 1902 году было открыто почтовое отделение, а в 1906 году была проведена железная дорога Миннеаполиса и Рейни-Ривер. 17 января 1907 года Бигфорк был инкорпорирован.

## Население
В 2010 году на территории тауншипа проживало 446 человек (из них 48,2 % мужчин и 51,8 % женщин), насчитывалось 195 домашних хозяйств и 102 семьи. На территории города была расположена 241 постройка со средней плотностью 52,6 построек на один квадратный километр суши. Расовый состав: белые — 97,1 %, афроамериканцы — 0,7 %, коренные американцы — 1,1 %.
Население города по возрастному диапазону по данным переписи 2010 года распределилось следующим образом: 19,5 % — жители младше 21 года, 46,4 % — от 21 до 65 лет и 34,1 % — в возрасте 65 лет и старше. Средний возраст населения — 51,3 лет. На каждые 100 женщин в Бигфорке приходилось 93,1 мужчин, при этом на 100 совершеннолетних женщин приходилось уже 86,7 мужчин сопоставимого возраста.
Из 195 домашних хозяйств 52,3 % представляли собой семьи: 37,9 % совместно проживающих супружеских пар (12,8 % с детьми младше 18 лет); 9,7 % — женщины, проживающие без мужей, 4,6 % — мужчины, проживающие без жён. 47,7 % не имели семьи. В среднем домашнее хозяйство ведут 2,01 человека, а средний размер семьи — 2,74 человека. В одиночестве проживали 42,1 % населения, 29,2 % составляли одинокие пожилые люди (старше 65 лет).
В 2014 году из 363 человек старше 16 лет имели работу 121. В 2014 году медианный доход на семью оценивался в 35 972 $, на домашнее хозяйство — в 25 556 $. Доход на душу населения — 28 139 $ в год.